# Polar Trench
Polar Trench è il centoventinovesimo album in studio del chitarrista statunitense Buckethead, pubblicato il 25 dicembre 2014 dalla Hatboxghost Music.
Si tratta del novantanovesimo disco appartenente alla serie "Buckethead Pikes".

## Tracce
Musiche di Buckethead.
1. The Light in the Fog – 9:56
2. Polar Trench – 8:59
3. Heiro – 2:15
4. Glyphics – 9:27

## Formazione
- Buckethead – chitarra, basso, programmazione